# Göteborgs brandförsvar

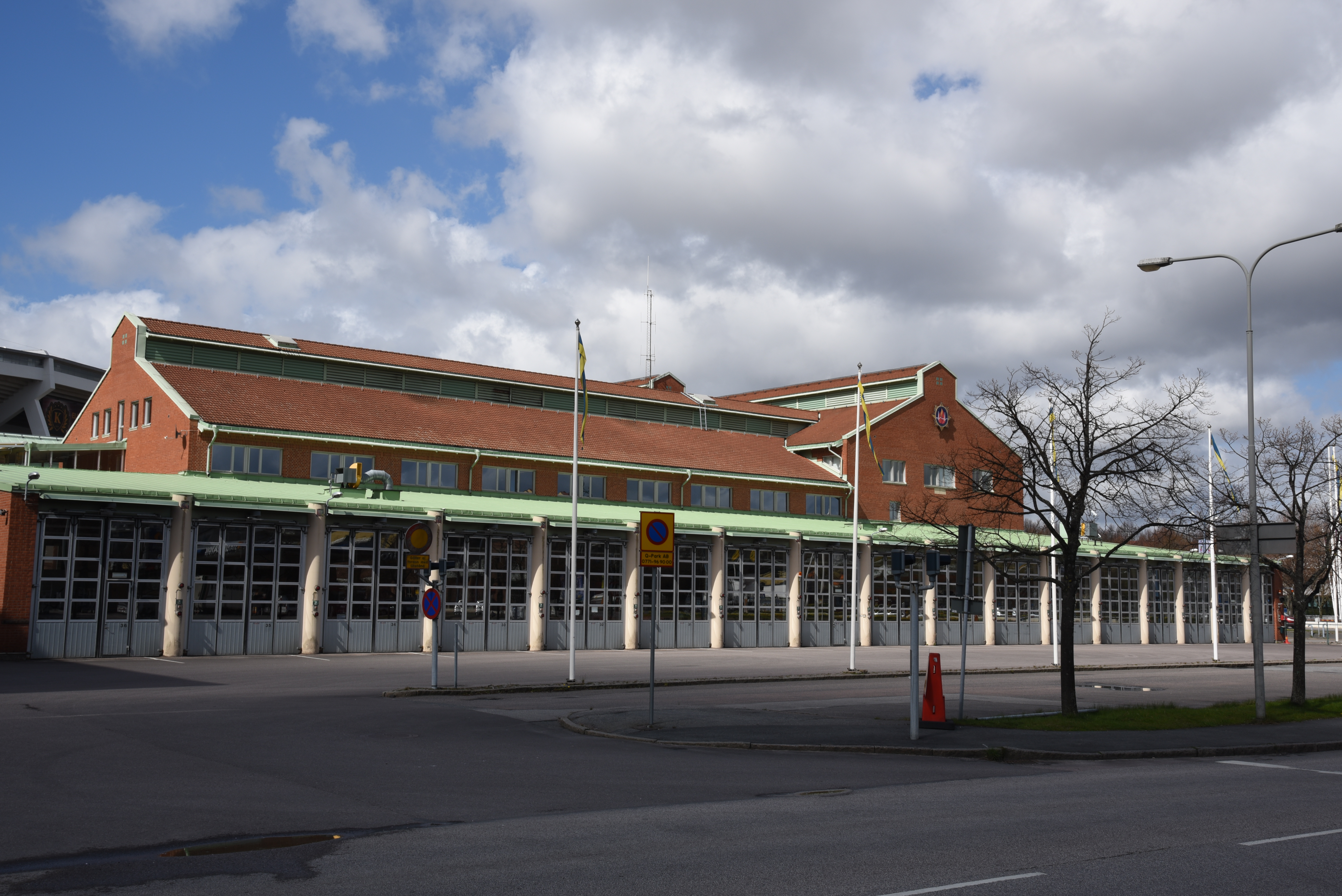
Gårda brandstation, Göteborgs huvudbrandstation.

Göteborgs brandförsvar var Sveriges första brandförsvar och inrättades 1639.

## Historia

### 1639 års brandordning
Göteborg fick Sveriges första brandordning den 5 juli 1639 i 20 punkter genom presidenten Peder Eriksson Rosensköld, där staden indelades i fyra fjärdingar om sju rotar, som vardera hade en brandmästare som chef samt sju assistenter och rotmästare. De första brandmästarna var vinhandlaren Adolf Tack, brännvinsbrännaren Johan Wellemsson, Udde Larsson och köpmannen Jakob Merser. Varje borgare hade skyldighet att vid sin fastighet "hålla nödiga brandredskap, nämligen 1 stege lika lång som husets höjd, 1 brandhake 12 alnar lång, 1 yxa, 2 läderämbar, 1 fylld vattentunna natt och dag stående vid porten." Brandsyn skulle utföras fyra gånger per år av två av byggnadskollegiets medlemmar. Förbud mot "elds hållande under viss del af dygnet i smedja och verkstad, mot vissa eldfarliga upplag, mot försäljning af vin och öl utom och inom hus efter klockan nio om aftonen, mot bruket af ljus och lykta, kol- och flameld i vissa byggnader, mot bestrykning af hus med beck och tjära samt deras torftäckning vid Stora och Lilla hamnen, mot elds upptändande på skepp inom stadens bom nattetid." Även tornväktare tillsattes.
Från 1660 var det Stadsfiskalen, en då nyinrättad tjänst, som skulle övervaka att "brandtjänsten icke försummades". Trång trähusbebyggelse, bristfällig utrustning, dåliga brandväktare som många gånger larmade falskt, samt en allmänt dålig övervakning gav Göteborg ett rykte om att vara den stad i landet som mest drabbades av förödande eldsvådor.

### 1665 års brandordning
År 1665 infördes en ny brandordning, som gällde 4 brandmästare och 24 assistenter och samtidigt en förordning av byggningskollegiet, att de kringspridda brandredskapen skulle uppsamlas i särskilda, under brandmästarens uppsikt stående förvaringsställen. Dessutom beslöts att vakar i isen skulle hållas öppna vintertid. En skorstensfejare ("sotegubbe" i protokollet) fick staden först år 1666, då Hans Kraman från Hamburg anlände. Eftersom det inte fanns någon poliskår i Göteborg de tidigaste åren, övervakades lugn och säkerhet av stads- och brandvakter. Det var indelta soldater ur Älvsborgs regemente som bildade stadsvakten och en borgarebeväpning som skötte brandvakten. År 1703 upplät magistraten var sitt rum åt dessa vid Gustaf Adolfs torg.
Stadens myndigheter såg allvarligt på brister i brandskyddet, exempelvis från 1670: "Efter skorstenar under tiden råka uti bran. av orsak, att ägarna icke vilja låta dem sota, och staden därav en olycka /den Gud dock avvände/ kan hända. Fördenskuld är resolverat att när någon skorsten av sot i brand råkar, skall den motvillige, fast än ingen skada där av någonstädes i staden påkommer, fyrtio marker silvermynt bota, för det han skorstenen icke haver låtit sota." Även: "Denna dag ställte underskulten Nils Andersson skepparen Henrich de Letter för rätten, såsom den der sig hade förbrutit mot stadens brandordning 12:e punkt med sina källarluckors överstrykande med tjära och således till 50 dalers silvermynt böter förfallen. Varemot han, de Letter förebar sig av ovetenhet peccerat och bads för varför han och denna gången blev förskont och om correction förmanant."

### 1748 års brandordning
Regeringen befallde den 14 januari 1748 att tomterna i den genom 1746 års brand nedbrända stadsdelen skulle bebyggas med stenhus, samt att holländskt murtegel fick införas tullfritt. Men på grund av penningbrist blev detta inte aktuellt förrän Gustaf III genom resolution av den 18 maj 1772 tillät korsvirkeshus, "men att för framtiden detta medgivande ej finge lända till prejudikat."
Den 22 september 1748 antogs en ny brandordning, där nattjänsten övertogs av en särskild vaktkår à 50-60 personer, som därmed befriade borgerskapet från denna syssla. Det var den nyblivne rådmannen, sedermera borgmästaren i Göteborg, Daniel Pettersson, som fick i uppdrag att utarbeta en ny brandordning för staden — den då gällande var över 100 år. Vaktkåren skulle - mellan klockan tio på aftonen och tills revelj blåstes på morgonen - med två man patrullera inom varje kvarter, och alltid följas åt. Som utrustning hade brandvakten en yxa och ett läderämbar samt en lykta och på varje helt timslag skulle han långsamt ropa: Från eld och brand, från fiendens hand, Beware Gud wår stad och land - samt ange klockslag.
Den patrullerande brandvakten skulle då eld utbröt varna med sin skramla, och grannarna varandra med höga rop. Tornväktaren skulle larma med stora larmklockan och utanför högvakten vid Stora Torget (nuvarande Gustaf Adolfs Torg) samt vid Bastionen intill Stora Bommen, avlossades skott med två kanoner. Garnisonens trumslagare skulle även tåga genom gator och gränder och trumma på sina larmtrummor. Vid brand i Masthugget eller Majorna, larmades befolkningen från en kanon vid Stigberget. Tornväktarnas uppgift var att bevaka staden från kyrktornen, där utblicken över bebyggelsen var god. De skulle ringa i sin klocka vid brand, samt sticka ut en flagga från tornet i riktning mot elden. En röd lykta användes nattetid.
Brandredskap för gårdsägare skulle bestå av: Två läderkar, stege och båtshake, två "eldyxor" tre "wattugrytare" samt några lövkvastar som bundits på en stång för att stänka vatten på elden. Det förordnades även "att de som Gud med större förmögenhet wälsignat hafwer, såsom ock Bryggare, Bagare och sådana som bruka stark eldning", skulle vara försedda med vattenhandsprutor, och "de som förmögnare äro", med stora brandsegel.
Brandhuset, skulle vara beläget mitt i staden, och inrymma "erforderliga redskap", såsom: Sex vattensprutor, sexton brandsprutor, fjorton vattenkar, etthundra brandyxor, tvåhundra läderkar, med flera inventarier.
En författning om att inga trähus vidare skulle få byggas i staden kom 1792, och en del avbrända kvarter blev genomskurna av gator för att minska eldfaran.

### 1830 års brandordning
Kungl. Maj:t fastställde den 28 maj 1830 en ny brandordning med tillägg den 25 mars 1834. En frivillig brandkår bildades 1832, enligt kungligt reglemente av den 9 juni 1832, med fabriksmästare J.A. Rossing som upphovsman. Man hade spruthus vid Södra Larmgatan, Artillerityggården samt vid Gamla Varvet. Ursprungligen fanns det 63 brandmän i tre divisioner, vilka utökades med en fjärde i Majorna 1834. En vit segelduksrock, högkullig hatt med mässingsplåt samt bälte infördes som enhetlig uniform. Mönsterbrandkår var The Fire Brigade of London och man arbetade helt självständigt, parallellt med stadens brandväsende. I november 1832 gjordes den första utryckningen, till Haga.
Brandvaktskåren upplöstes 1844 och en ny brandordning antogs 1864, då tornväktarna i Christine kyrka fick nya direktiv: under dagen skulle flaggor hängas ut och under natten brinnande lyktor i olika färger. En eldsvåda inom staden skulle markeras med fem slag samt visas vit flagga och vitt ljus. För Stampen och Redbergslid: fyra slag och grönt ljus; för Haga och Hagaheden tre slag och rött ljus; för Pustervik, Masthugget och Majorna: två slag och blå färg och för området mellan Fattighusån, Mölndalsån och Hagaheden samt inom Galgkrogarna; ett slag samt brandgul färg. Färgkombinationerna levde kvar ända in på 1950-talet i olika sammanhang.

### Götheborgs frivilliga Bergnings-Corps
Den 25 mars 1834 fastställde Kungl. Maj:t reglementet för den frivilliga bärgningskåren i Göteborg. Paragraf 1 lyder: Corpsens hufvud-afsigt är: att undan eldens härjning rädda lif och lösegendom, samt att det bärgade vårda. Nästa paragraf lyder: Corpsens verkningskrets sträcker sig till alla hus och egendomar i Staden och på dess grund, vester om Gullbergs- och Mölndahls-ån belägne. Antalet deltagare regleras i paragraf 3: Corpsen utgöres af 250 Ledamöter, hvilka till Magistraten förtekning årligen i Januari månad aflemnas, på det desse, så vidt möjligt är, må från befattning vid Stadens sprutor befrias. Paragraf 10 anger igenkänningstecken: Corpsens igenkänningstecken kommer att bestå af en hjertformad bricka, som bäres i band om halsen, och hvara så väl Afdelnings- som Ordningsnummer äro teknade. En hvit Standard med rödt Kors, buren af en Adjutant, utmärker det ställe, hvarest Anföraren sig befinner; och bart hvita Standarden de ställen, dit det bergade transporteras. De vakthållande äro, utom brickorne, försedde med Stafvar. Deras mandat framgår av paragraf 13: Vid första tecken till eldsvåda bör Corpsen genast skynda till stället, där elden kommit lös; och öfvertager den först ankommande beställnings-personen provisoriskt befälet, till dess högre befälhafvare ankommitt.

### Brandordningen 1861
I 1861 års brandordning, delas staden "och dess förstäder" in i sju branddistrikt:
- Första Distriktet - begränsas i norr af stora hamnkanalen, i vester af Göta Elf, i söder af Vallgrafven och i öster af Korsgatan, utsträckt öfver Kungstorget.
- Andra Distriktet - begränsas i norr af stora hamnkanalen och af Fattighuskanalen, i vester af Korsgatan förbi Kungstorget samt i söder och Öster af Vallgrafven; och hörer äfven stadens Slussqvarn till detta distrikt.
- Tredje Distriktet - begränsas i norr af Göta Elf och vidare af Vallgrafven, i vester af Göta Elf, i söder af stora hamnkanalen, i öster af Drottningtorget, norra Larmgatan intill Vallgrafven och hamnen vid Lilla Bommen.
- Fjerde Distriktet - begränsas i norr af Göta Elf, i vester af hamnen vid Lilla Bommen, norra Larmgatan, Drottningtorget, Vallgrafven vid Trädgårdsföreningens fält och stora Landsvägen åt södra orterna, i söder af stadens gräns och i öster af Mölndahls- och Gullbergsån.
- Femte Distriktet - begränsas i norr af Vallgrafven från Gamla Alléen till Kapuniergrafven, i vester af denna graf och Kapuniergatan, i söder af stadens gräns och i öster af stora landsvägen som leder åt söder.
- Sjette Distriktet - begränsas i norr af Göta Elf och Vallgrafven derifrån till Kapuniergrafven, i vester och söder af stadens gräns, samt i öster af Kapuniergatan och Kapuniergrafven.
- Sjunde Distriktet - utgöres af den del utaf stadens område, som är belägen i norr och öster om Gullbergsån.[13]

Den gamla kåren ersattes med en ny, halvfast, åren 1862—1863, då bättre material införskaffades och bättre befäl anställdes. Även då var landshövdingen ansvarigt befäl vid eldsvådor, med stadens polismästare närmast därunder. En brandman (brandkarl) tjänade 25 kronor per månad. Till den nya kåren värvades i huvudsak yngre sjömän, som med sin vana att klättra i skeppens höga riggar, ansågs speciellt lämpliga. Från föregångslandet England inköptes 1862 landets första ångspruta samt åtta större och sju mindre handkraftssprutor. Kåren blev organiserad i en eldsläcknings- och en bärgningsavdelning. Styrkan bestod av: 
- Eldsläckningsavdelningen: 4 underbefäl, 4 ordinarie uppsyningsmän, 8 extra uppsyningsmän och 2 maskinister, 52 ordinarie brandkarlar, 8 extra brandkarlar, 8 reservbrandkarlar och 250 så kallat arbetsmanskap.
- Bärgningsavdelningen: arbetsstyrkan var 50 bärgare indelade i fyra rotar. Deras uppgift var "att rädda människoliv och lös egendom".[14]

Det fanns nu två, konkurrerande brandkårer i Göteborg, vilket inte utföll väl. Från början genomfördes släckningsarbetet genom langning av vattenspänner, för att snart ersättas med hästdragna brandsprutor. Även dessa minskade i betydelse då vattenledningen drogs fram 1870. Frivilliga brandkåren upplöstes 1871, då det bland annat visat sig att stadens nya brandkår hade överlägset materiel och bättre organisation.

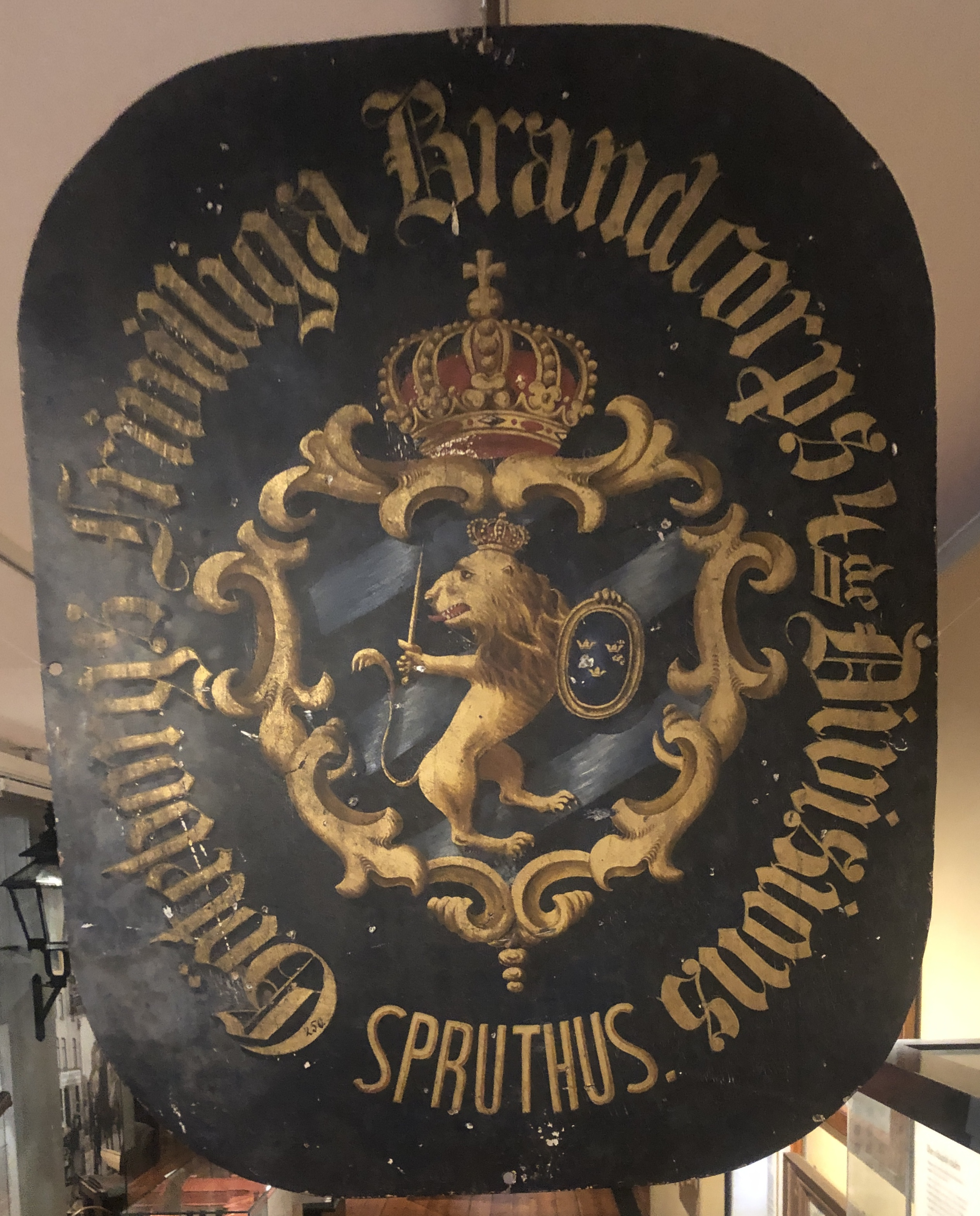
Fjärde distriktets skylt, som satt på deras Spruthus. Göteborgs stadsmuseum.

### Första fasta brandkåren
Genom Majornas införlivning 1868, goda konjunkturer och en ökad byggnadsverksamhet hade stan vuxit kraftigt. Därför organiserades i Göteborg landets första fasta brandkår den 1 juli 1872, samtidigt som de frivilliga och halvfasta kårerna slopades. Handlanden A.G. Hallgren blev kårens första chef. Han hade förut varit chef för både den frivilliga och den halvfasta kåren. Brandstyrkan bestod av: : brandchef och vice brandchef, 2 överbrandmästare, 4 brandmästare, 28 ordinarie brandkarlar - varav 3 tornväktare i Karl Johans kyrka och 2 i Tyska kyrkan - samt 24 extra brandkarlar. En förutsättning var dessutom att man 1870 fått vattenledningar med tillhörande brandposter klara, utplacerade över staden. Ledningen användes första gången i ett släckningsarbete vid Stigbergsliden, den 21 januari 1871.

### Alarm och utryckning

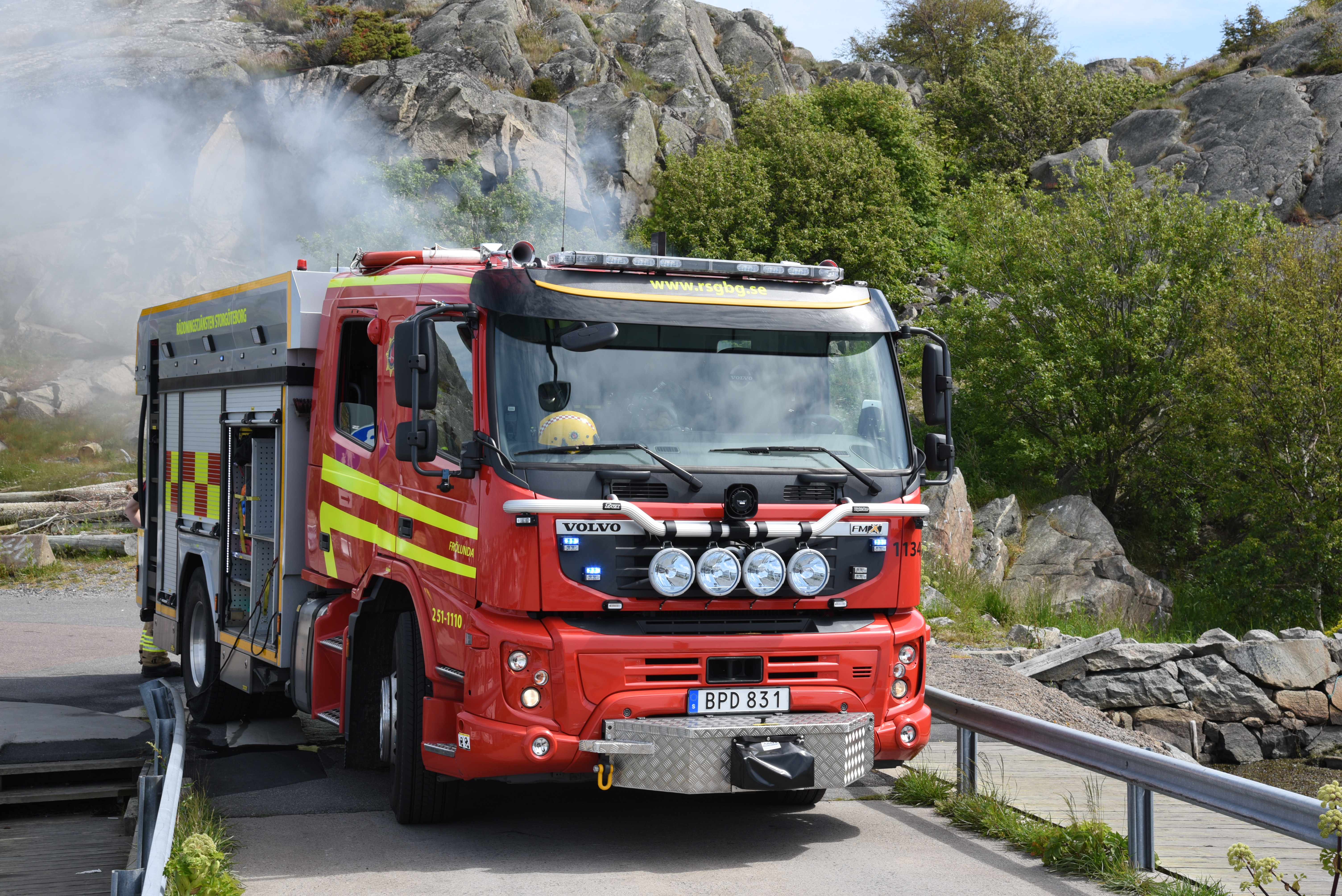
Brandbil på utryckning vid Saltholmen.

Elektriska ringledningar installerades i början av 1860-talet, mellan brandstationerna och kyrktornen. I samband med den fasta kåren fick man åtta brandskåp som sattes i gång med en vev. Men de fungerade dåligt, varför de ersattet efter några år av telegrafapparater, så kallade visareapparater, först mellan stationerna och sedan också till kyrktornen. Tekniken fungerade bra och då yrkeskåren sattes upp 1872 fick Göteborg landets första offentliga brandtelegrafanläggning. Systemet hade 8 brandskåp, men ersattes inom ett år med en ny från Siemens & Halske i Berlin, då det inte fungerat riktigt tillfredsställande. År 1900 hade Göteborg 81 brandskåp och 1947 var siffran 294. Det sista brandskåpet försvann 1987. Efterhand kompletterades detta med telefon, och radion infördes 1947. Den sista tjänstgöringsnatten för tornväktare i Göteborg var under natten mellan den 30 och 31 oktober 1898.
En övningsanläggning uppfördes 1875 på folkskolans gård i Östra Haga - samtidigt som mekaniska stegar infördes - men flyttades till huvudbrandstationen vid Tredje Långgatan, som togs i bruk i början av april 1891. År 1914 kom den första brandbilen, en 3-tons Scania Vabis på 60 hästkrafter, och 1919 var samtliga hästfordon utbytta. Den sista hästen hette "Beduin", som fick sin pension hos brandchefen i Lidköping. Göteborgs brandförsvar blev namnet på verksamheten 1965.
Antalet utryckningar per år i eldsläckningsverksamheten gick från 42 år 1872 till 1 124 år 1946. Motsvarande siffror för ambulanstjänsten var (1902-1946) från 415 till 10 660.

### Utrustning

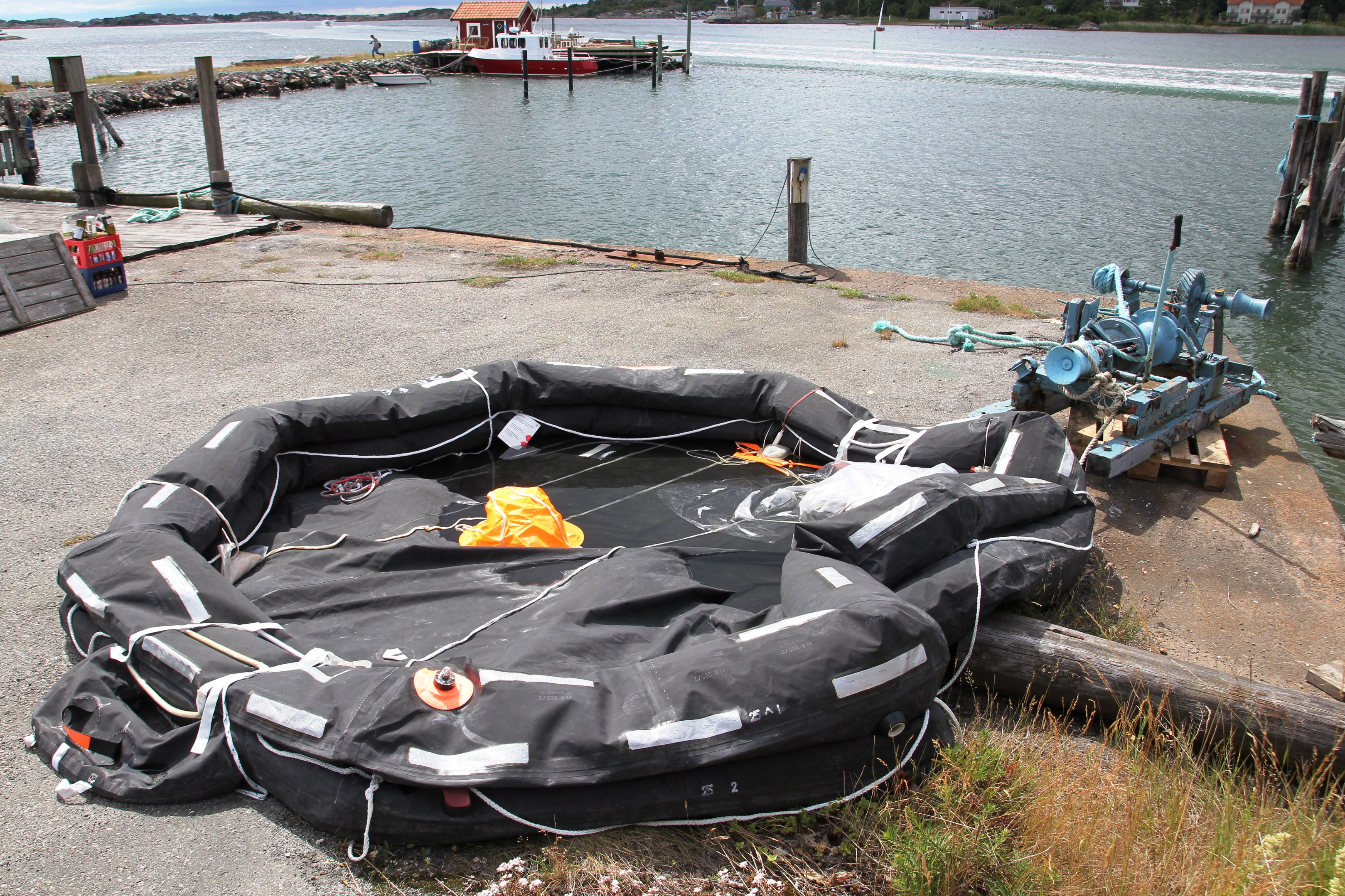
Räddningflotte vid brandstationen på Donsö

Göteborg fick en halvfast brandkår 1863. "Öfver-Befälhafvaren" för brandkåren skrev till magistraten med förslag om standardisering av materielen. Han framhöll bland annat: "Det ligger dessutom så stor wigt uppå, att alla sprutverk inom en viss klass äro likartade såväl till dess yttre som inre delar, samt ännu mer, att alla skrufvar och slangar passa tillsammans, att fördela deraf i längden böra lämna full ersättning för uppoffrandet på en gång af de gamla sprutverken". Från firman Shand & Mason i London inköptes sex "Londoner-Brandkårs-sprutor", som hade plats åt fem personer förutom kusken (det första bemannade fordonet) samt Göteborgs och därmed Sveriges första ångspruta, som gav över 450 kannor (1 178 liter) i minuten. År 1875 anskaffades den första mekaniska stegen, den så kallade Ulmerstegen. Vid sekelskiftet 1900 förfogade brandkåren över fem stegar; Ulmer, Liebska, Eenska, Nürnberg samt Danska stegen. Brandchef Gustaf Ekstedt motoriserade kåren 1914-1919, då hästarna successivt byttes ut mot lastbilar, innan egentliga brandbilar fanns.

## Brandstationer

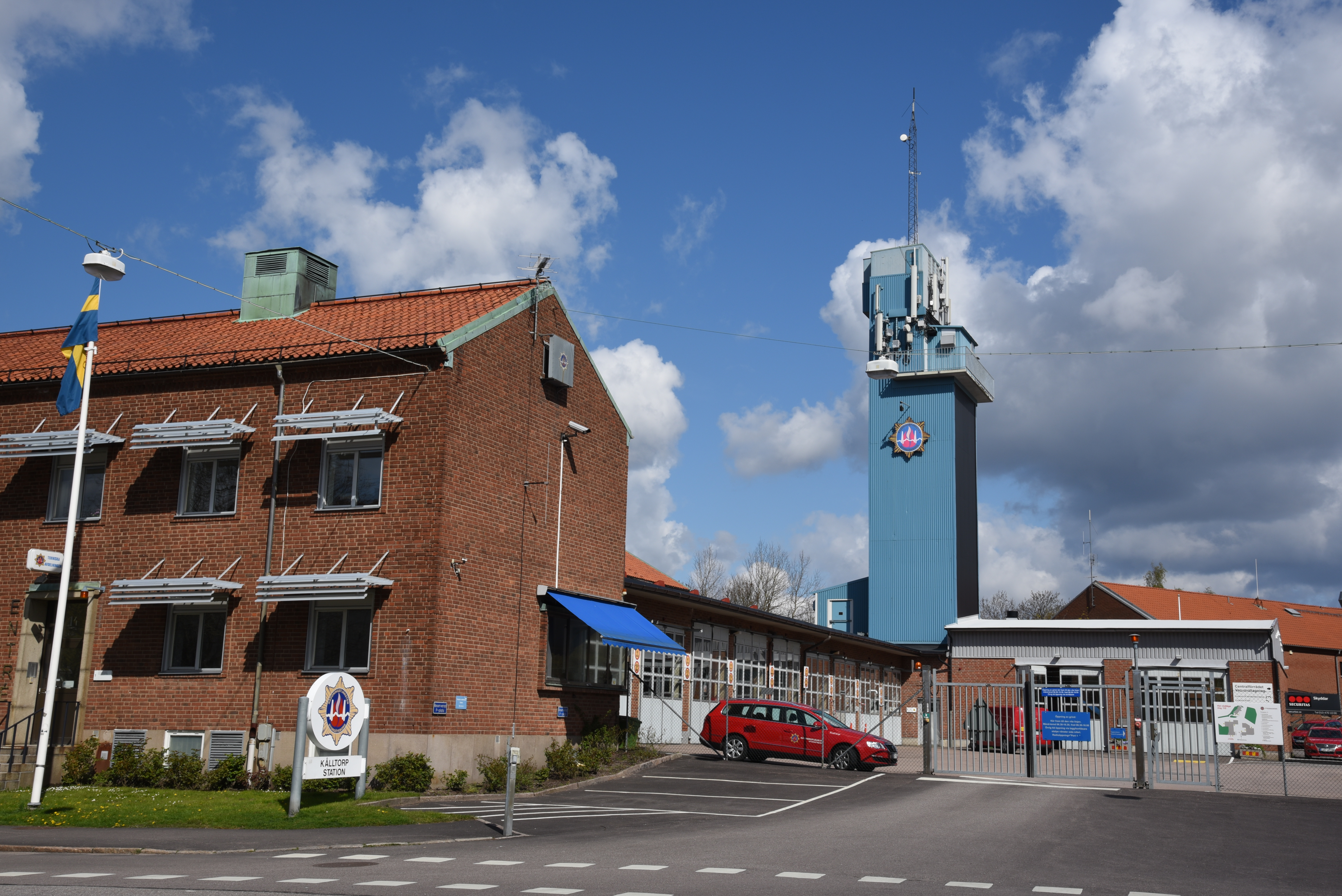
Kålltorps brandstation.

- Gustaf Adolfs torg från 1690 i gamla Stadshuset (brann ned 1746) samt utrustade med så kallat spruthus. Fortsatt Huvudbrandstation från 1759, då det nya Göteborgs stadshus stod klart och fram till 1930, när de gamla valven togs över av Polisverket.[21]
- Majorna, från 1868 vid Kusttorget.
- Haga, Östra Skansgatan 22. Drogs in 1891.
- Nordhemsgatan 28 i Haga, från mars 1891 som Huvudbrandstation. Arkitekt var Georg Krüger och totalkostnaden blev 160 000 kronor.
- Olskrokens brandstation vid Olskroksgatan 21 i Olskroken. Stationen togs i bruk 1905 och ritades av arkitekt Emil Billing. Den upphörde som brandstation 1956, blev brandkårsmuseum 1972 och revs 1978.[22][23][24]
- Lundby brandstation, Herkulesgatan, uppfördes 1936–1937 (inflyttning 1 oktober 1937), byggdes till 1943–1944 och 1968. Såväl den ursprungliga stationen, som tillbyggnaden på 1940-talet, ritades av arkitekten Nils Einar Eriksson. Lundby brandstation föregicks av Hisingstads brandstation, uppförd 1901.[25][26]
- Kålltorps brandstation, Torpagatan i Kålltorp, invigdes den 1 juli 1956, samtidigt som brandstationen i Olskroken lades ner.[27]
- Gårda brandstation, Åvägen 2 i Gårda, byggdes 1988.[28]

## Brandförsvarsdata i urval
- 1860. Vid Robertsons mekaniska verkstad utprovades en nykonstruerad ångspruta, konstruerad av C.O. Westlund. Den var bland annat försedd med en balansventil som väckte stort intresse i Amerika och England. Genom ett 7/8 tums stålrör nådde vattenstrålen närmare 80 fot. Men med en ny ångpanna med 100 skålpunds tryck, då maskinen gjorde 100 slag i minuten, skulle pumpen kunna lämna 24 000 kannor vatten per timma och kasta strålen uppemot 150 fot.[29]
- 1883. Ny ångspruta av märket Shand Mason & Co.
- 1888. Mekanisk stege av Liebs konstruktion.
- 1893. Första femtio kaskarna av aluminium inköpta.
- 1898. Tornväktarna drogs in.
- 1910. Asbestskärmar infördes.
- 1911. Motorsprutbåten "Penta" togs i tjänst.
- 1912. Lundby brandstation får stadens första brandtelegraf.
- 1914. Första brandbilen tas i bruk.
- 1919. Sista hästen såldes.
- 1923. En provisorisk brandstation anordnas på området för Jubileumsutställningen i Göteborg.
- 1925. Brandbefäl börjar göra brandsyn i fastigheter som inrymde eldfarliga inrättningar.
- 1927. En djurtransportvagn införskaffades.
- 1932. Inköptes en bilmotorspruta med luftskumaggregat om 1500 liter/minut.
- 1935. Bärgningsbil med lyftkran och belysningsanordning tas i bruk.
- 1936. Användandet av syrgasapparat omnämns för första gången detta år.
- 1940. Lödöse varv levererar en ny flodspruta, och den första bilmotorsprutan med heltäckt kaross köps in.
- 1941. Nya polis- och brandalarm-skåp installeras, med ständigt brinnande lampa.

## Brandchefer
- A.G. Hallgren 1872–1874
- Oscar Lindhé 1874–1890
- Elof Tegnér 1890–1910. Första yrkesbrandchefen.
- Gustaf Ekstedt 1910–1931
- Eric Nicander 1931–1941
- Nils Grönvall 1941–1962
- Sune Westling 1963–1973
- Karl-Einar Nilsson 1973–1986
- Bengt Sjöstrand 1987-1991
- Åke Lewensjö 1991-1994
- Åke Jacobsson 1994-2006
- Nils Andreasson 2006-2012
- Anders Ekberg 2013-